# Cinereous
Cinereous ou cinereu é uma cor de aparência cinza acastanhado, se assemelhando a cor de cinzas ou uma cor cinza tingida com marrom acobreado. É derivado do latim cinereus, de cinis (cinzas).
O primeiro uso registrado de cinereous como um nome de cor em inglês foi em 1661.

## Cinereous na natureza
- O nome cinereous está presente nos nomes científicos de aves com plumagem cinzenta com uma coloração castanho ligeiramente acobreado, como na inhambu-pixuna (Crypturellus cinereus). Mas também pode aparecer em nomes em inglês como cinereous vulture (Aegypius monachus)
- No entanto, as cores dessas aves podem ser mais brilhantes para as próprias aves, uma vez que as aves são tetracromatas e podem ver cores na faixa ultravioleta que são invisíveis aos humanos, que são tricromatas .[2]